# Кыбрыслы Мехмед Эмин-паша
Мехмед Эмин-паша (тур. Mehmed Emin-paşa, 1813—1881) по прозвищу Кыбрыслы (тур. Kıbrıslı, «Киприот») — турок-киприот, который три раза становился великим визирем Османской империи при султане Абдул-Меджиде I.

## Биография
Дядя Мехмед Эмина был казначеем султана Махмуда II, и он начал готовить племянника к службе при дворе с малых лет. После учёбы во Франции на средства султана Мехмед Эмин служил сераскером в Акко (1844—1845), Иерусалиме (1845—1847), Тырново (1847) и Белграде (1847—1848).
В 1850—1851 Мехмед Эмин был губернатором Алеппо, после чего стал муширом провинции Сирия.
Мехмед Эмин-паша был великим визирем трижды:
- с 30 мая по 24 ноября 1854 года
- с 8 октября по 24 декабря 1859 года
- с 24 мая 1860 года по 6 августа 1861 года

Мехмед Эмин-паша скончался в своём доме в Стамбуле в 1881 году.